# Marcus Maecius Celer
Marcus Maecius Celer est un sénateur romain, consul suffect en 101 sous Trajan.

## Biographie
Il est originaire de Tarraconaise.
À la fin du règne de Domitien, vers 94, il est légat d'une légion en Syrie, Stace lui dédiant un poème pour son départ en Syrie.
Il est un des consuls suffects de l'an 101, au début du règne de Trajan.
Il a peut-être un frère, Lucius Roscius Aelianus Maecius Celer, qui est un des consuls suffects de l'année précédente, en 100.